# پاتریک آرگوئلو
پاتریک آرگوئلو (به انگلیسی: Patrick Argüello) (با تلفظ اسپانیایی: آرگوئِیّو) یک هواپیماربا وابسته به جبهه مردمی برای آزادی فلسطین بود.
او در سال ۱۹۴۳ در آمریکا متولد شد و بعداً به تبعیت نیکاراگوئه درآمد. در ۶ سپتامبر سال ۱۹۷۰، او و لیلا خالد، به ربودن پرواز شمارهٔ ۲۱۹ هواپیمایی ال‌آل که از آمستردام به مقصد نیویورک در حال پرواز بود، اقدام نمودند. این رویداد بخشی از چند هواپیماربایی هم‌زمان بود که توسط جبهه مردمی برای آزادی فلسطین برنامه‌ریزی شده بود. آرگوئلو در این هواپیماربایی کشته شد (۱۹۷۰).